# بلقيس
 بلقيس أو ملكة سبأ (بالعبرية: מַלְכַּת שְׁבָא ملكت شْڤا) كانت ملكة مملكة سبأ، ورد ذكرها في الكتاب المقدس، أما في القرآن الكريم فقد ذُكرت قصتها دون التصريح باسمها. وفدت الملكة بلقيس على الملك سليمان، وفصَّلَ رجال الدين والمفسرون والإخباريون في تفاصيل ذلك اللقاء حتى غدت شخصية هذه الملكة مادة خصبة لكتب القصص والروايات، وتعدّ هذه المرأة مصدر فخر واعتزاز لليمنيين، و‌الإثيوبيين.
كان هناك خلاف بين الباحثين حول موقع مملكة هذه الملكة وادّعت شعوب كثيرة أنها موطن هذه الملكة؛ أثبتت الأبحاث الأثرية الحديثة بما لا يدع مجالاً للشك أن موطن مملكة سبأ كان باليمن وإن لم يُعثر لهذه الملكة بحد ذاتها على أثر. في نفس الوقت، لا ينفي علماء الآثار وجودها، وإن كان بعضهم يعتقد أنها أسطورة يمنية قديمة وجدت طريقها إلى العهد القديم لوجود تماثيل عديدةٍ لنساء في معبد بران أو «محرم بلقيس» كما يُسمِّيه اليمنيون، واعتقادهم - كونها ذكرت في العهد القديم والقرآن - أنه لا بد من أن يكون للقصة سند آثاريٌّ في مكان ما.
أنتجت العديد من الكتب والأفلام والروايات حول هذه الملكة الغامضة وقصتها مع الملك سليمان، الذي هو بدوره كذلك لا يوجد دليل آثاريٍّ واضح يشير إليه، سواءً في اليمن أو فلسطين ومصر القديمة وغيرها من حضارات العالم القديم.

## في التراث اليهودي

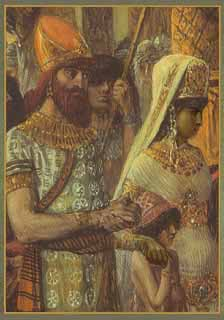
رسم تخيلي للملكة بلقيس والملك سليمان.

العهد القديم هو أقدم النصوص الذي يشير إلى هذه الملكة دون أن يسميها أو يذكر من أين أتت تحديداً قاصراً ذكرها على أنها ملكة مملكة سبأ سمعت بخبر سليمان وحكمته فذهبت إليه لاختبار هذه الحكمة والتحقق منها. قادمة على ظهور الجمال بقافلة من الطيب والأحجار الكريمة والأبخرة الذي يذكر العهد القديم أن أورشليم لم تشهد مثلها من قبل  التحقق من القصة من ناحية الآثار يكاد يكون مستحيلا، ولكن الإشارات إلى الطيب والأحجار الكريمة التي «لم يأت بعد مثلها» دلائل أن المملكة التي كانت تحكمها بلقيس غنية بهذه العناصر. وقد كانت ممالك اليمن القديم كذلك.
| بلقيس                       | وسمعت ملكة سبأ بخبر سليمان لمجد الرب فأتت لتمتحنه بمسائل * فأتت إلى أورشليم بموكب عظيم جداً بجمال حاملة أطيابا وذهبا كثيراً جداً وحجارة كريمة وأتت إلى سليمان وكلمته بكل ما كان بقلبها * فأخبرها سليمان بكل كلامها. لم يكن أمرا مخفيا عن الملك لم يخبرها به * فلما رأت ملكة سبأ كل حكمة سليمان والبيت الذي بناه * وطعام مائدته ومجلس عبيده وموقف خدامه وملابسهم وسقاته ومحرقاته التي كان يصعدها في بيت الرب لم يبق فيها روح بعد * فقالت للملك صحيحا كان الخبر الذي سمعته في أرضي عن أمورك وعن حكمتك * ولم أصدق الأخبار حتى جئت وأبصرت عيناي فهوذا النصف لم أخبر به. زدت حكمة وصلاحا على الخبر الذي سمعته * طوبى لرجالك وطوبى لعبيدك هؤلاء الواقفين أمامك دائما السامعين حكمتك. * ليكن مباركا الرب الهك الذي سر بك وجعلك على كرسي إسرائيل. لأن الرب أحب إسرائيل إلى الأبد جعلك ملكا لتجري حكما وبرا * وأعطت الملك مئة وعشرين وزنة ذهب وأطيابا كثيرة جدا وحجارة كريمة. لم يأت بعد مثل ذلك الطيب في الكثرة الذي أعطته ملكة سبأ للملك سليمان * وكذا سفن حيرام التي حملت ذهباً من أوفير أتت من أوفير بخشب الصندل كثير جدا وبحجارة كريمة * فعمل سليمان خشب الصندل درابزينا لبيت الرب وبيت الملك وأعوادا وربابا للمغنين. لم يأت ولم ير مثل خشب الصندل ذلك إلى هذا اليوم * وأعطى الملك سليمان لملكة سبأ كل مشتهاها الذي طلبت عدا ما أعطاها إياه حسب كرم الملك سليمان. فانصرفت وذهبت إلى أرضها هي وعبيدها | بلقيس |
| — سفر الملوك الأول 10 :1-13 | |       |

و يذكر العهد القديم أن مملكة سليمان دخلت عصرا من الازدهار والثراء بعد هذه الزيارة، وأنه بنى عرشه من العاج وأغشاه بالذهب وجعل آنية الشرب كلها من الذهب وأن ملوك الأرض كلها أتت إلى سليمان لتسمع حكمته وتتعلم منه حسب العهد القديم. وورد ذكر سبأ في سفر أشعياء بأن أهلها سيأتون محملين بالطيب على ظهور الجمال ليعظموا المسيح اليهودي ويعتقد المسيحيون أن المقصود هو يسوع  لم يذكر العهد القديم ما الذي حدث للملكة بعد هذه الزيارة سوى أنها تعلمت من حكمة سليمان وعادت إلى بلادها.

### علاقة ملكة سبأ بالملك سليمان
لا توجد إشارات في الكتاب المقدس عن علاقة بين سليمان وملكة سبأ، وبنيت قصص العلاقة في تعليقات أو تفاسير الأحبار استنادا على ما ورد عن حب سليمان للنساء في التوراة. المدراش والتناخ فصلوا في القصة، ورد في المدراش أن الملكة سمعت بخبر سليمان وحكمته فقالت لقومها:«سأذهب لاختباره بأحاجي لأرى إن كان حكيما أم لا» ويبدو أنها كانت بارعة في مسألة الأحاجي والألغاز والأسئلة المعقدة وكان سليمان يحب الأحاجي ويكثر من تبادلها مع الملوك وهي علامة على الكفاءة والذكاء حسب مفاهيم العالم القديم.

 فلما وصلت عند سليمان سألته: «أنت سليمان الذي سمعت عن مملكته وحكمته؟»

 فأجاب سليمان: نعم.

 بلقيس: «إن كنت حكيما فعلا، فسأسألك أسئلة وأرني إن كان بإمكانك الإجابة عليها»

 سليمان: «لأن الرب يعطي حكمة. من فمه المعرفة والفهم»

 بلقيس: «ما هي السبع التي تخرج، والتسع التي تدخل، والاثنان اللذان يقدمان شرابا، والواحد الذي يشرب؟»

 سليمان:«السبع التي تخرج هي أيام الحيض والتسع التي تدخل هي شهور الحمل التسعة، والاثنان اللذان يقدمان شرابا هم الثديان والواحد الذي يشرب هو الرضيع» 

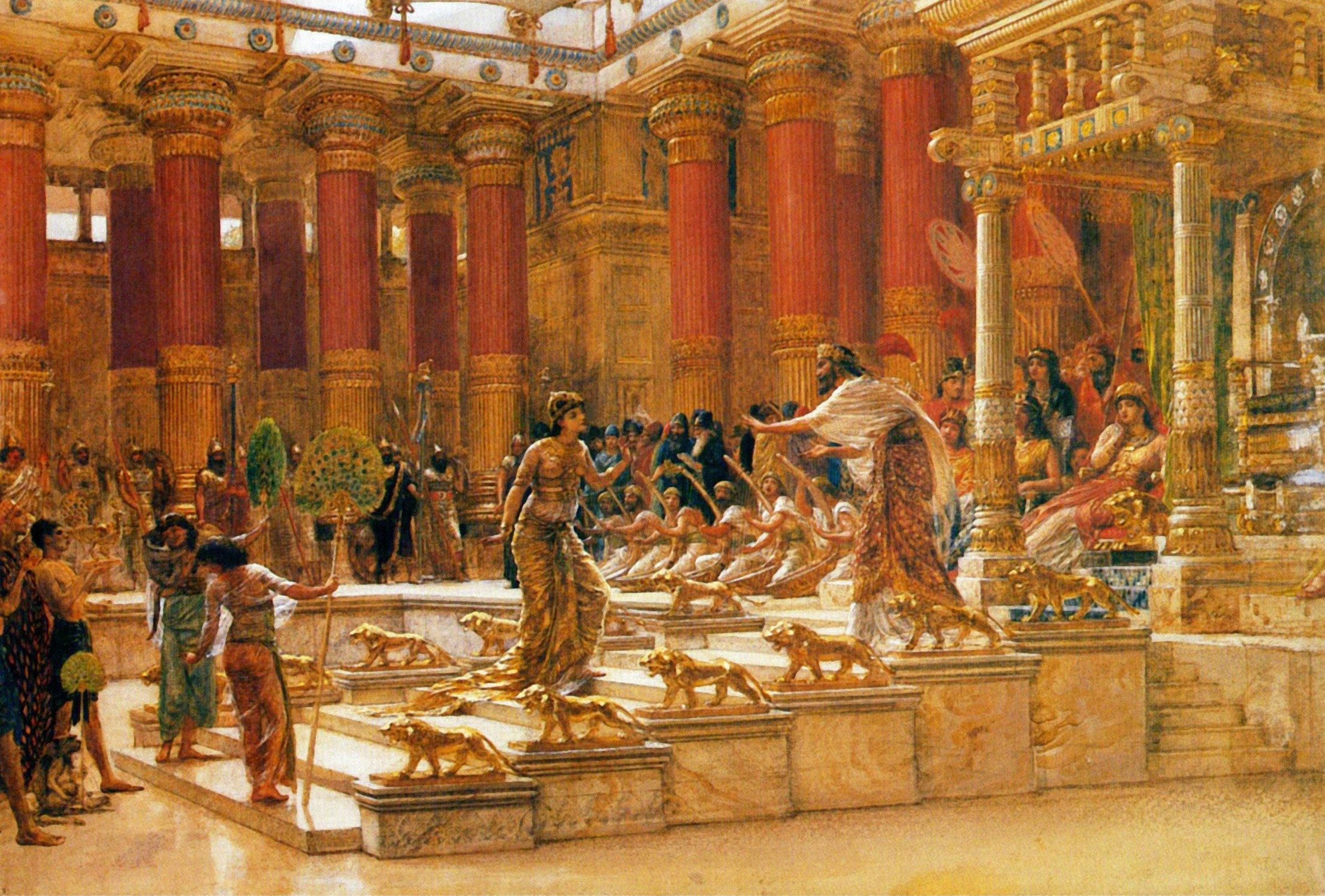
تصوير لاستقبال سليمان لبلقيس.

فقالت بلقيس بصوت عال: «أنت حكيم فعلا! سأسألك سؤالا آخر وأرى إن كان بإمكانك إجابتي؟»

 سليمان: «الرب يمنح الحكمة»

 بلقيس: «أبوك هو أبي، وجدك هو زوجي، أنت ابني وأنا أختك؟»

 فأجاب سليمان: «ابنتا لوط» (الذين حبلوا من أباهم لوط حسب العهد القديم) 

 بلقيس: «يخرج كالغبار من الأرض، غذاؤُه الغبار، يسكب كالمياه ويضيء المنازل؟»

 سليمان: "نافثا"

 بلقيس: «شيء عندما يعيش لا يتحرك وعندما تقطع رأسه يتحرك؟»

 سليمان: «السفينة في البحر»

 بلقيس: «ما هو الذي لم يولد بعد ولكنه أعطي حياة؟»

 سليمان: " عجل الذهب "

 بلقيس: «الميت عاش ويصلي والقبر يتحرك، من هو؟»

 سليمان: الميت يونس وقبره الحوت. (أو السمكة كما هي مذكورة في التوراة)
وفصّل كتبةُ التلمود في تفاصيل أخرى منها أن بلقيس عندما رأت أن سليمان استطاع حل أحاجيها السابقة، قامت بجلب أطفال صغار يرتدون ملابس متماثلة وطلبت من سليمان أن يفرق بين الذكور والإناث. فطلب سليمان من المخصيين عنده أن يأتوه بثمر البندق وحبوب ذرة ليلقوها أمام الأطفال. قام الذكور بجمعها وتعليقها تحت ثيابهم ولم يهتموا بكشف عوراتهم بينما الإناث علقن الحبوب والثمار على أطراف ملابسهن الخارجية فعلم سليمان أيهم الذكور وأيهم الإناث كون الإناث كانوا أكثر حرصاً من الذكور على الحشمة 

واستمر الوضع على هذا الشكل وسألت بلقيس الملك سليمان أحاجي وألغاز كثيرة ويبدو من القصة وتعليقات الحاخامات أنها أشبه بدروس دينية لكثرة الأمثلة التي أوردها سليمان على بلقيس عن أنبياء مثل لوط وأيوب وموسى وأبيه داوود وكلها كانت لإقناع بلقيس بدين سليمان وأن ما لديه من الحكمة الممنوحة من إلهه يفوق ما لديها حتى أيقنت بلقيس قائلة:
هذه الروايات كلها من تأليف رجال دين متأخرين أضافوا إلى القصة من عندهم الشيء الكثير. ويعتقد حسب التراث في كابالا أنها العلاقة بينهم لم تكن شرعية ونتاج ذلك خرج من نسلهما الملك البابلي نبوخذ نصر الثاني الذي كان مسؤولاً عما عرف بسبي بابل. يحتمل أن يكون الدافع حول هذه الإضافة محاولة الطعن في سمعة الملك البابلي.

### رواية يهودية مختلفة
إضافة إلى قصة سفر الملوك كتبة النصوص الدينية اختلفوا في القصة وتوجد رواية يهودية مشابهة لحد كبير للرواية الإسلامية. الرواية مذكورة في (عبرية: ילקוט שמעוני  يلقوت شيموني ) وكتابات اليمنيين اليهود المتأخرة بعد الإسلام، وتنقسم إلى ثلاثة أقسام:
- رسالة سليمان إلى الملكة عن طريق الهدهد.
- دخول الملكة على سليمان وبقاؤها في قصره.
- تعليقات وتكهنات حول طبيعة بلقيس وماهيتها تحديداً.

جمع الحاخام اللتواني لويس جنزبرغ الحكايات في كتابه المعنون (إنجليزية:Legends of The Jews - أساطير اليهود) بأسلوب أدبي
روي أن سليمان جمع عددًا من ملوك الممالك المجاورة لمملكة إسرائيل لحضور عرض للحيوانات والطيور والجن والعفاريت الذين كان يعرفهم سليمان بأسمائهم فرداً فرداً نادى سليمان على الحيوانات والطير والجن بأسمائهم فلم يجد الهدهد مما أثار غضبه وأمر بتعذيبه حتى أتاه الهدهد قائلا:
| بلقيس | مولاي يا سيد العالم أعطني أذنك وأصغي لكلامي. ثلاثة أشهر قد مضت وأنا أراجع نفسي وألف العوالم فلم أكل طعاماً ولم أشرب شراباً لأرى إن كان هناك ملك في العالم ليس خاضعاً لك سيدي رأيت مدينة الغبار فيها أغلى من الذهب والفضة كالطين في الشوارع. أشجارهم طويلة موجودة منذ بدء الخليقة تسقى من جنات عدن. بها قوم يرتدون أكاليل من الفردوس على رؤوسهم. لا يقاتلون ولا يرمون النبال على رأسهم ملكة اسمها ملكة سبأ. إن سمحت لي سيدي فأشد على مئزري كالأبطال وآتي بملوكهم مكبلين أمامك | بلقيس |

 أثار كلام الهدهد اهتمام سليمان فأمر مستشاريه بكتابة رسالة إلى سبأ وعلقوها بطرف الهدهد الذي طار بها مع عدد كبير من الطيور متجها نحو سبأ. وصلوا لأرض سبأ وكانت الملكة في طريقها للمعبد فهالها منظر الطيور التي غطت الشمس عنها فاقترب منها الهدهد ولاحظت أن على طرفه رسالة فأخذتها. فقرأت رسالة سليمان التي جاء فيها:
| بلقيس | سلام عليك مني أنا سليمان وعلى نبلائك وخاصتك. إعلمي أن الرب عينني ملكاً على العالم. على الوحوش في الأرض، والطير في السماء والجن والعفاريت والأشباح جميعاً. ملوك الدنيا من الشرق للغرب تأتي إلي لتعظيمي. فإن قدمتي لأكرمنك أكثر منهم أجمعين وأن أبيتي أرسلت إليك الملوك والجحافل والركبان. إذا ما تسائلتي من هم ملوك وجحافل وركبان سليمان؟ الملوك هم الوحوش في الأرض، والطير ركباني والجن والعفاريت جحافلي | بلقيس |

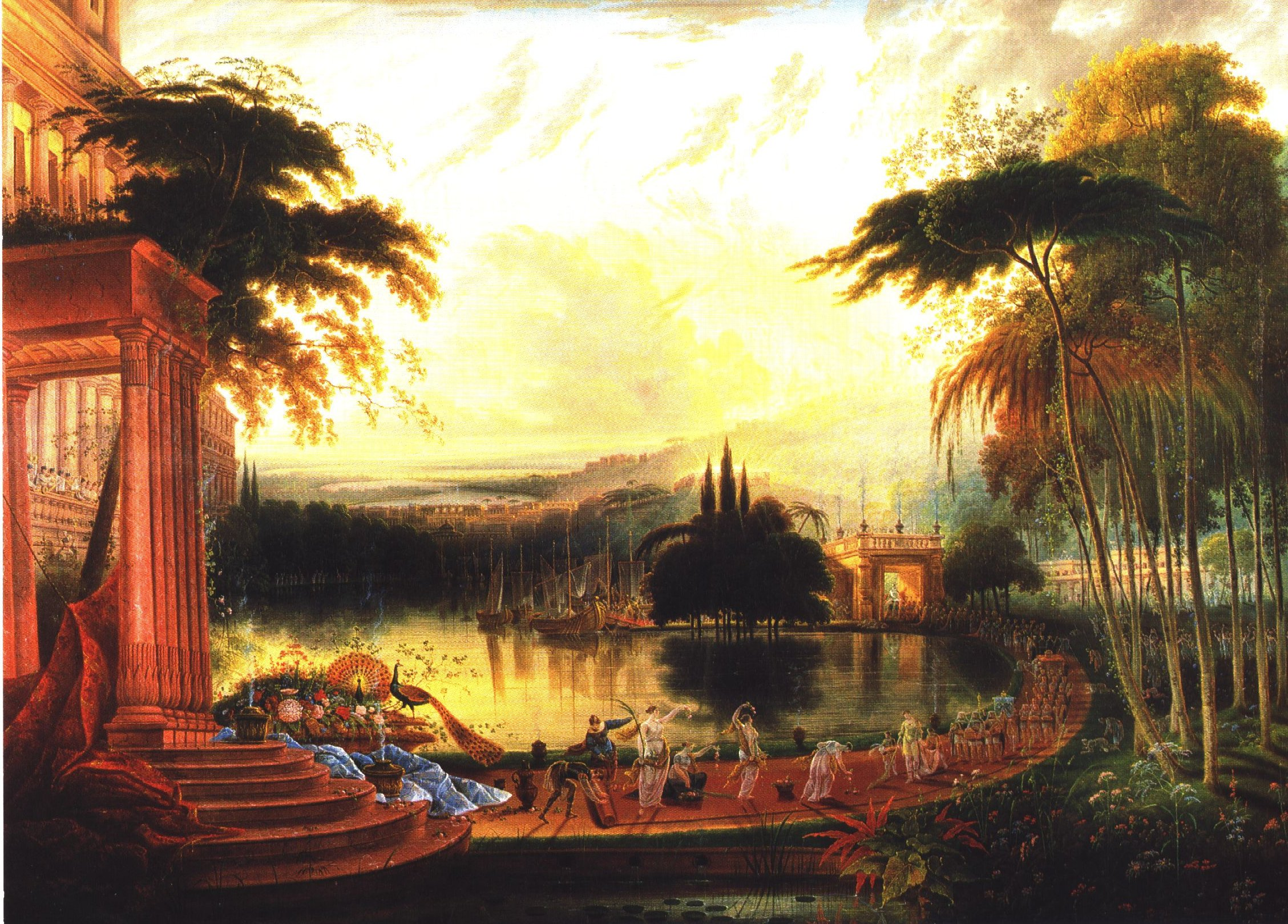
تصوير لقدوم بلقيس على الملكة مع الخدم والحاشية خلفها

قرأت الملكة ما جاء في الرسالة وعقدت اجتماعاً مع مستشاريها الذين طلبوا منها تجاهل الرسالة قائلين 
| بلقيس | لا نعرف شيئاً عن سليمان هذا وملكه وهو أتفه من أن يفعل شيئا ضد سبأ | بلقيس |

 لم تقتنع الملكة وأرسلت هدايا وأطياباً وأخشاب وأحجار كريمة وأرسلت ستة آلاف عبداً مملوكاً ولدوا في نفس اللحظة ولساعة يرتدون ثياباً بنسفجية ومعهم رسالة مفادها أنها قادمة خلال ثلاث سنين. خلافاً لقصة التوراة، لم تأت بلقيس على ظهور الجمال بل أتت على ظهر سفينة كما ورد في كتاب جزنبرغ. عندما اقترب موعد قدومها أرسل سليمان أحد مستشاريه من قبيلة يهودا لاستقبالها فخرجت الملكة من عربتها ظناً منها أنه سليمان فسألها اليهودي عن سبب خروجها مجيباً أنه ليس سليمان وقادها إلى أحد قصوره المبنية من الزجاج. عندما رأت الملكة القصر توهمت أن سليمان جالس على الماء فرفعت ثوبها حتى لا يتبلل فلاحظ سليمان شعراً على ساقها فقال: 
| بلقيس | جمالك جمال امرأة وشعر ساقيك كرجل. الشعر جميل للرجال ومشوه للنساء | بلقيس |

 والشعر والطبيعة الغريبة لبلقيس هي صدى الأساطير عن أخوالها الجن وربط بعض الباحثين بين هذه الأسطورة وآلهة اليمن القديم الذين كانوا نصف بشر ونصف حيوانات كالمقه وهي كذلك علامة على طبيعة شيطانية حسب مفاهيم العالم القديم عن الجن والأشباح  بل إن بعض الباحثين مثل ويندل فيليبس ربط بين اسمها بالعربية بلقيس وبين النقوش التي تعظم الإله المقه بعبارة بالمقة مشيراً إلى علاقة بين اسمها وهذا الإله والإشارة إلى شعر على ساقيها هي إشارة رمزية مردها القوة، فيظهر في الكتابات اليهودية عن أسطورة شمشون أن سبب قوته كان شعره. فالشعر المذكور دليل على قوة هذه المرأة وهو مالم يرق لسليمان ونزعاته الجنسية حسب كتابات اليهود ولليمنيين أساطير مشابهة، فالأسطورة والتقاليد الشعبية اليمنية القديمة تؤكد أن بعض الجن يتلبس بهيئة بشر ويمكن التعرف عليه واكتشافه من قدمه والتي تشبه أقدام الماعز ولعبت هذه الأساطير المتوارثة دوراً في قصة الملكة بلقيس وعلاقتها بالجن والعفاريت وعالم الأشباح في الموروث الشعبي في اليمن.

## في التراث المسيحي

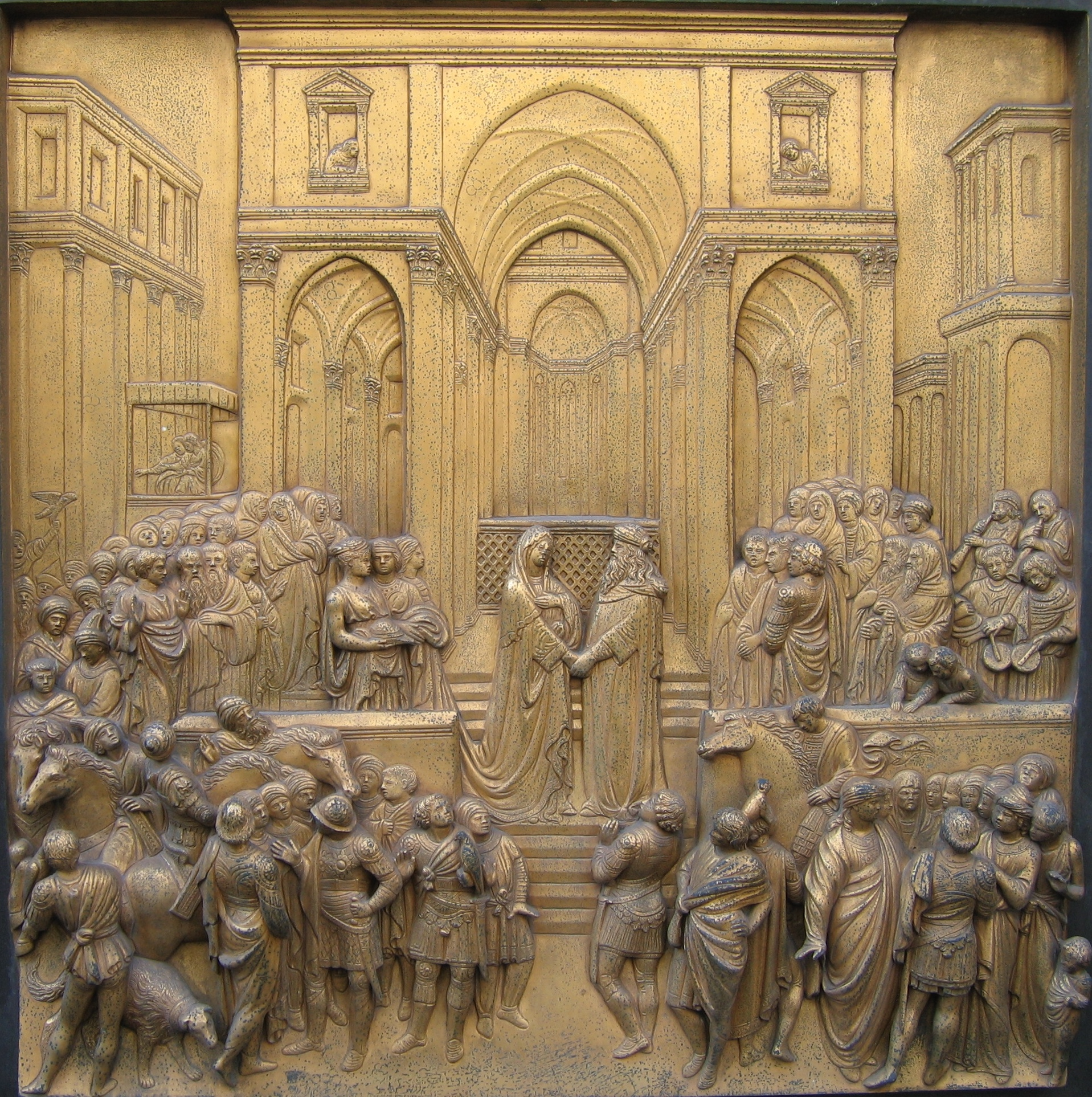
بوابة الفردوس، أحد أعمال لورنزو جبرتي

ذكرت ملكة سبأ في العهد الجديد بأنها  ملكة الجنوب  أو  ملكة تيمان 
 في إشارة إلى يسوع بمعنى أن ملكة سبأ ستقوم بإدانة معارضي يسوع لإنها استمعت لحكمة سليمان ويسوع أعظم من سليمان في الاعتقاد المسيحي  ويطلق اليهود لفظة (عبرية: תֵּימָנִי  تيمان ) على يهود اليمن. وقال القديس جيروم بأن الإدانة المعنية ليست إدانة إلهية بمعنى أن ملكة سبأ لديها خاصية من خصائص الإله، إنما هو عتب على اليهود الذين رأوا المسيح ولم يصدقوه رغم أنها غويام وربط المسيحيين بين قدومها محملة بالطيب والحجر الكريم والذهب بقصة قدوم المجوس الثلاثة حين ولادة يسوع لتعظيمه
ورد في كتاب الأسطورة الذهبية (لاتينية: Legenda aurea  ليجيندا آوريا ) أن الملكة ركعت أمام حاجز مصنوع من خشب الشجرة المحرمة لعلمها أن المسيح سيشنق عليها ولم تطأ على الحاجز الخشبي بقدمها بل خلعت حذاءَها وآثرت أن تمشي على الماء وعندها تحولت قدمها الغريبة إلى قدم إنسان مما آثار هلع سليمان فأمر بدفن الحاجز الخشبي الذي اكتشف بعد ألف سنة وصنعت منه الأخشاب لصلب المسيح في رواية أخرى.

### إشارات عصر التنوير
اعتمد جيوفاني بوكاتشيو على كتابات المؤرخ اليهودي يوسيفوس فلافيوس الذي عاش في القرن الميلادي الأول، فأشار بوكاتشيو لملكة سبأ باسم  نيكولا  ذاكرا أنها كانت ملكة مصر وإثيوبيا في كتابه المعنون من النساء المشهورات (لاتينية: De Mulieribus Claris  دي مولي ريبوس كلاريس ) لكن كتابات يوسيفوس وصفت بأنها تعاني من  ارتباك مزمن  أو  ضبابية شديدة  وأنه بطبيعته كان متساهلا ومهمل ما تعلق الأمر بالأمور التاريخية التي لم يشهدها، فهو اعتمد على فلكلور الإثيوبيين ليشير إلى مملكة سبأ في مصر  ووصف عالم الآثار وليام ألبرايت مندهشا من عدم دقتها وتوافقها مع الأبحاث الآثارية ولكن بوكاتشيو أشار كذلك أنها كانت ملكة مصر وأثيوبيا والجزيرة العربية قاطعة الصحراء العربية لمقابلة سليمان إلا أن كل هؤلاء المؤرخين اعتمدوا على العهد القديم بشكل رئيسي للكتابة عنها.

## في التراث العربي والإسلامي

تختلف القصة قليلا في القرآن لأنه يذكر أن سليمان هو من أرسل في طلب الملكة لا العكس. كان سليمان يتفقد حاشيته وكان من ضمن هذه الحاشية هدهد بالإضافة إلى حيوانات وجن وعفاريت. وتفقد ذات يوم جنده من الطير فلم يجد الهدهد وغضب لذلك وهدد بتعذيبه أو ذبحه إن لم يقدم تبريرا مقبولا لغيابه حتى أتاه الهدهد من سبأ بخبر يقين.
| بلقيس | ﴿وَتَفَقَّدَ الطَّيْرَ فَقَالَ مَا لِيَ لَا أَرَى الْهُدْهُدَ أَمْ كَانَ مِنَ الْغَائِبِينَ ۝٢٠ لَأُعَذِّبَنَّهُ عَذَابًا شَدِيدًا أَوْ لَأَذْبَحَنَّهُ أَوْ لَيَأْتِيَنِّي بِسُلْطَانٍ مُبِينٍ ۝٢١ فَمَكَثَ غَيْرَ بَعِيدٍ فَقَالَ أَحَطتُ بِمَا لَمْ تُحِطْ بِهِ وَجِئْتُكَ مِنْ سَبَإٍ بِنَبَإٍ يَقِينٍ ۝٢٢ إِنِّي وَجَدْتُ امْرَأَةً تَمْلِكُهُمْ وَأُوتِيَتْ مِنْ كُلِّ شَيْءٍ وَلَهَا عَرْشٌ عَظِيمٌ ۝٢٣ وَجَدْتُهَا وَقَوْمَهَا يَسْجُدُونَ لِلشَّمْسِ مِنْ دُونِ اللَّهِ وَزَيَّنَ لَهُمُ الشَّيْطَانُ أَعْمَالَهُمْ فَصَدَّهُمْ عَنِ السَّبِيلِ فَهُمْ لَا يَهْتَدُونَ ۝٢٤ أَلَّا يَسْجُدُوا لِلَّهِ الَّذِي يُخْرِجُ الْخَبْءَ فِي السَّمَاوَاتِ وَالْأَرْضِ وَيَعْلَمُ مَا تُخْفُونَ وَمَا تُعْلِنُونَ ۝٢٥ اللَّهُ لَا إِلَهَ إِلَّا هُوَ رَبُّ الْعَرْشِ الْعَظِيمِ ۝٢٦ قَالَ سَنَنْظُرُ أَصَدَقْتَ أَمْ كُنْتَ مِنَ الْكَاذِبِينَ ۝٢٧ اذْهَبْ بِكِتَابِي هَذَا فَأَلْقِهْ إِلَيْهِمْ ثُمَّ تَوَلَّ عَنْهُمْ فَانْظُرْ مَاذَا يَرْجِعُونَ ۝٢٨﴾ القرآن، سورة النمل، الآيات: 20-28. | بلقيس |

هناك إشارات آثارية كثيرة لمملكة سبأ وتقديسهم للشمس. لكنها لم تكن إلهًا رئيسيًا فهم قدسوا المقه و‌عثتر وعددًا من الآلهة الأخرى ومعبدهم الرئيسي كان في معبد بران في مأرب. ككتابات العهد القديم، الإشارات إلى ملكة بعينها في مملكة سبأ لم تكتشف حتى الآن، إذ اكتشف علماء الآثار عدداً كبيراً من أسماء ملوك ومكارب اليمن القديم، ولم يجدوا اسم امرأة بينهم. ولكن بعضهم بالمقابل - من الذين زاروا مأرب، مثل ويندل فيليبس - يؤمنون أن الأبحاث والحفريات فيها دون غيرها ستقود إلى اكتشاف هذه الملكة، وقال عنها بشيء من العاطفة:
يستمر القرآن بسرد القصة في سورة النمل بعد تلقي السبئيين رسالة سليمان التي ألقاها الهدهد وكيف تلقت بلقيس الرسالة التي تطالبهم بعبادة الله والكف عن تقديس الشمس. خلد القرآن موقف بلقيس إذ رفضت أن تستبد برأيها وطلبت المشورة من الملأ الذين هم بدورهم أكدوا لها ثقتهم بقدراتهم العسكرية وتركوا القرار النهائي لها. وأكد القرآن على قولها بشأن الملوك بقوله وكذلك يفعلون. أرادت اختبار سليمان وأرسلت له هدية لم يسمها القرآن، ولكن لا يُستبعد أن تكون الهدايا هي ذاتها المذكورة في العهد القديم من طيب وأحجار كريمة وذهب. رفض سليمان الهدية وقرر الخروج بجيش ومقاتلة سبأ.
| بلقيس | ﴿قَالَتْ يَا أَيُّهَا الْمَلَأُ إِنِّي أُلْقِيَ إِلَيَّ كِتَابٌ كَرِيمٌ ۝٢٩ إِنَّهُ مِنْ سُلَيْمَانَ وَإِنَّهُ بِسْمِ اللَّهِ الرَّحْمَنِ الرَّحِيمِ ۝٣٠ أَلَّا تَعْلُوا عَلَيَّ وَأْتُونِي مُسْلِمِينَ ۝٣١ قَالَتْ يَا أَيُّهَا الْمَلَأُ أَفْتُونِي فِي أَمْرِي مَا كُنْتُ قَاطِعَةً أَمْرًا حَتَّى تَشْهَدُونِ ۝٣٢ قَالُوا نَحْنُ أُولُو قُوَّةٍ وَأُولُو بَأْسٍ شَدِيدٍ وَالْأَمْرُ إِلَيْكِ فَانْظُرِي مَاذَا تَأْمُرِينَ ۝٣٣ قَالَتْ إِنَّ الْمُلُوكَ إِذَا دَخَلُوا قَرْيَةً أَفْسَدُوهَا وَجَعَلُوا أَعِزَّةَ أَهْلِهَا أَذِلَّةً وَكَذَلِكَ يَفْعَلُونَ ۝٣٤ وَإِنِّي مُرْسِلَةٌ إِلَيْهِمْ بِهَدِيَّةٍ فَنَاظِرَةٌ بِمَ يَرْجِعُ الْمُرْسَلُونَ ۝٣٥ فَلَمَّا جَاءَ سُلَيْمَانَ قَالَ أَتُمِدُّونَنِي بِمَالٍ فَمَا آتَانِيَ اللَّهُ خَيْرٌ مِمَّا آتَاكُمْ بَلْ أَنْتُمْ بِهَدِيَّتِكُمْ تَفْرَحُونَ ۝٣٦ ارْجِعْ إِلَيْهِمْ فَلَنَأْتِيَنَّهُمْ بِجُنُودٍ لَا قِبَلَ لَهُمْ بِهَا وَلَنُخْرِجَنَّهُمْ مِنْهَا أَذِلَّةً وَهُمْ صَاغِرُونَ ۝٣٧﴾ القرآن، سورة النمل، الآيات: 29-37. | بلقيس |

قبل خروج الجيش كما هو مذكور في القرآن، طلب سليمان من أحد حاشيته أن يأتيه بعرشها قبل قدومها. لم يذكر القرآن الهيئة التي أتت عليها وكيف قررت ذلك وما إذا علمت برفض سليمان للهدية أم لا. ودخلت على سليمان وقامت بجمع ثيابها حتى ظهرت ساقها لظنها أن بلاط سليمان أو الصرح كان ماء فأخبرها سليمان أنه صرح من زجاج يجري من تحته الماء. وحسب القرآن والتفاسير الإسلامية، اندهاش بلقيس من ملك سليمان وليس بالضرورة حكمته كما ذكر العهد القديم، هي سبب دخولها في دينه وهو الإسلام حسب التراث.
| بلقيس | ﴿قَالَ يَا أَيُّهَا الْمَلَأُ أَيُّكُمْ يَأْتِينِي بِعَرْشِهَا قَبْلَ أَنْ يَأْتُونِي مُسْلِمِينَ ۝٣٨ قَالَ عِفْرِيتٌ مِنَ الْجِنِّ أَنَا آتِيكَ بِهِ قَبْلَ أَنْ تَقُومَ مِنْ مَقَامِكَ وَإِنِّي عَلَيْهِ لَقَوِيٌّ أَمِينٌ ۝٣٩ قَالَ الَّذِي عِنْدَهُ عِلْمٌ مِنَ الْكِتَابِ أَنَا آتِيكَ بِهِ قَبْلَ أَنْ يَرْتَدَّ إِلَيْكَ طَرْفُكَ فَلَمَّا رَآهُ مُسْتَقِرًّا عِنْدَهُ قَالَ هَذَا مِنْ فَضْلِ رَبِّي لِيَبْلُوَنِي أَأَشْكُرُ أَمْ أَكْفُرُ وَمَنْ شَكَرَ فَإِنَّمَا يَشْكُرُ لِنَفْسِهِ وَمَنْ كَفَرَ فَإِنَّ رَبِّي غَنِيٌّ كَرِيمٌ ۝٤٠ قَالَ نَكِّرُوا لَهَا عَرْشَهَا نَنْظُرْ أَتَهْتَدِي أَمْ تَكُونُ مِنَ الَّذِينَ لَا يَهْتَدُونَ ۝٤١ فَلَمَّا جَاءَتْ قِيلَ أَهَكَذَا عَرْشُكِ قَالَتْ كَأَنَّهُ هُوَ وَأُوتِينَا الْعِلْمَ مِنْ قَبْلِهَا وَكُنَّا مُسْلِمِينَ ۝٤٢ وَصَدَّهَا مَا كَانَتْ تَعْبُدُ مِنْ دُونِ اللَّهِ إِنَّهَا كَانَتْ مِنْ قَوْمٍ كَافِرِينَ ۝٤٣ قِيلَ لَهَا ادْخُلِي الصَّرْحَ فَلَمَّا رَأَتْهُ حَسِبَتْهُ لُجَّةً وَكَشَفَتْ عَنْ سَاقَيْهَا قَالَ إِنَّهُ صَرْحٌ مُمَرَّدٌ مِنْ قَوَارِيرَ قَالَتْ رَبِّ إِنِّي ظَلَمْتُ نَفْسِي وَأَسْلَمْتُ مَعَ سُلَيْمَانَ لِلَّهِ رَبِّ الْعَالَمِينَ ۝٤٤﴾ القرآن، سورة النمل، الآيات: 38-44. | بلقيس |

### بلقيس في مؤلفات الإخباريين
الأسطورة تقول أن جنية جميلة كانت تعيش في مأرب فتزوجت من أحد المستشارين المقربين من مكرب سبأ وأنجبوا ابنة اسمها بلقيس. أرسلوها إلى الصحراء لتعيش مع أخوالها من الجن. كبرت بلقيس وسط الجن وعلمت أن بمأرب مكرب ظالم، فذهبت إلى المدينة وطعنته بخنجر وهو نائم وخلصت اليمنيين من بطشه. وأساطير أخرى مشابهة تملأ جنبات كتب التراث والإخباريين العرب منها أنها ابنة ملك يدعى الهدهاد بن ذي شرح وأنها كانت حميرية وأخوالها من الجن كذلك. وهو ما لا يصح بغض النظر عن علاقتها بالجن، لأن الفترة الزمنية التي يفترض أن بلقيس عاشت بها تعود إلى القرن التاسع ـ العاشر قبل الميلاد ولا توجد إشارات قديمة تشير إلى مملكة حمير تعود إلى هذه الفترة.

#### بلقيس والحميريين

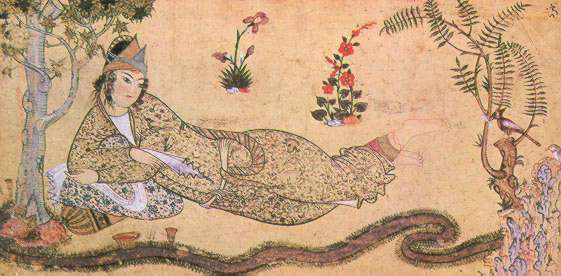
تصوير فارسي بعد الإسلام لبلقيس

لم يعرف الإخباريون مامعنى  بلقيس  وسبأ فأولوا الاسمين لأكثر من معنى وسبب. فيقول المؤرخ والعالم اللغوي نشوان الحميري:
فهو جعلها وأباها من قبيلته حمير، وقال ابن منظور أن اسم  يلمقه  فارسي معرب وهي مأخوذة من مؤرخ فارسي وهو مالم يقتنع به ابن دريد. قال الطبري إن اسمها يلمقه بنت أليشرح رغم أن كل هولاء الإخباريين لم يعرفوا شيئا عن الإله اليماني القديم المقه والعلاقة بين الاسمين واضحة. ولم يبين الإخباريون من أين أخذوا اسمها وكيف توصلوا إليه.
تقول الرواية العربية أن ملكا حميريا يدعى عمرو ذو الأذعار من أم جنية اسمها العيوف بنت الرابع تولى الملك في مملكة حمير. وكان ظالما جبارا ولهذا عرف باسم ذو الأذعار المشتق من الذعر. وانقسمت حمير على ماروى الرواة فكان ذو الأذعار هذا وملك آخر يدعى عمرو بن شرحبيل الذي ولى ابنه الهدهاد الملك عقب وفاته وفي رواية أخرى اسمه ذي شرح. كافأ الجن الهدهاد أو ذي شرح بأن زوجوه منهم لإنه ساعد مصابا منهم بسقية من ماء وكان نتاج ذلك الزواج بلقيس الوحيدة التي عاشت من أبناء وبنات الملك حتى إذا كان على فراش الموت استشار  بني قحطان  في توليتها. فأشاروا عليه بأنها من أعقل النساء ولكنهم أستنكروا أن تتولاهم امرأة.
لم يزل تهديد عمرو ذو الأذعار فدبرت بلقيس حيلة للتخلص منه فعرضت عليه الزواج وهو ما وافق عليه ذو الأذعار. فأمر الملك عبيده بالخمر وهم بها وأخذت بلقيس تماطله حتى تمكن الخمر منه فاستلت خنجرا من غمدها ونحرته. وأخفت جثته لفترة وطلبت الجنود أن يأتوا لها بأحد شيوخ حمير كذلك وأخبرته أنها سلمت نفسها لذو الأذعار ولأنه عقيم ولا يلد له، فوضها ولاية العهد فأطاعوها على ذلك حتى عندما أخذت منهم الأمان علقت رأس ذو الأذعار على باب مأرب. ثم جهزت بلقيس نفسها جيشا غزت به نهاوند وأذربيجان والصين ويبدو أنها كانت مسلمة ومتبعة للطقوس الدينية للإسلام، إذ يزعم هولاء أنها توقفت بمكة لأداء العمرة قبل حملاتها هذه. عكس كتبة اليهود، المؤرخين العرب ركزوا على عذرية بلقيس والتزامها بمكارم الأخلاق بالبعد عن الرجال.

#### بلقيس وسليمان

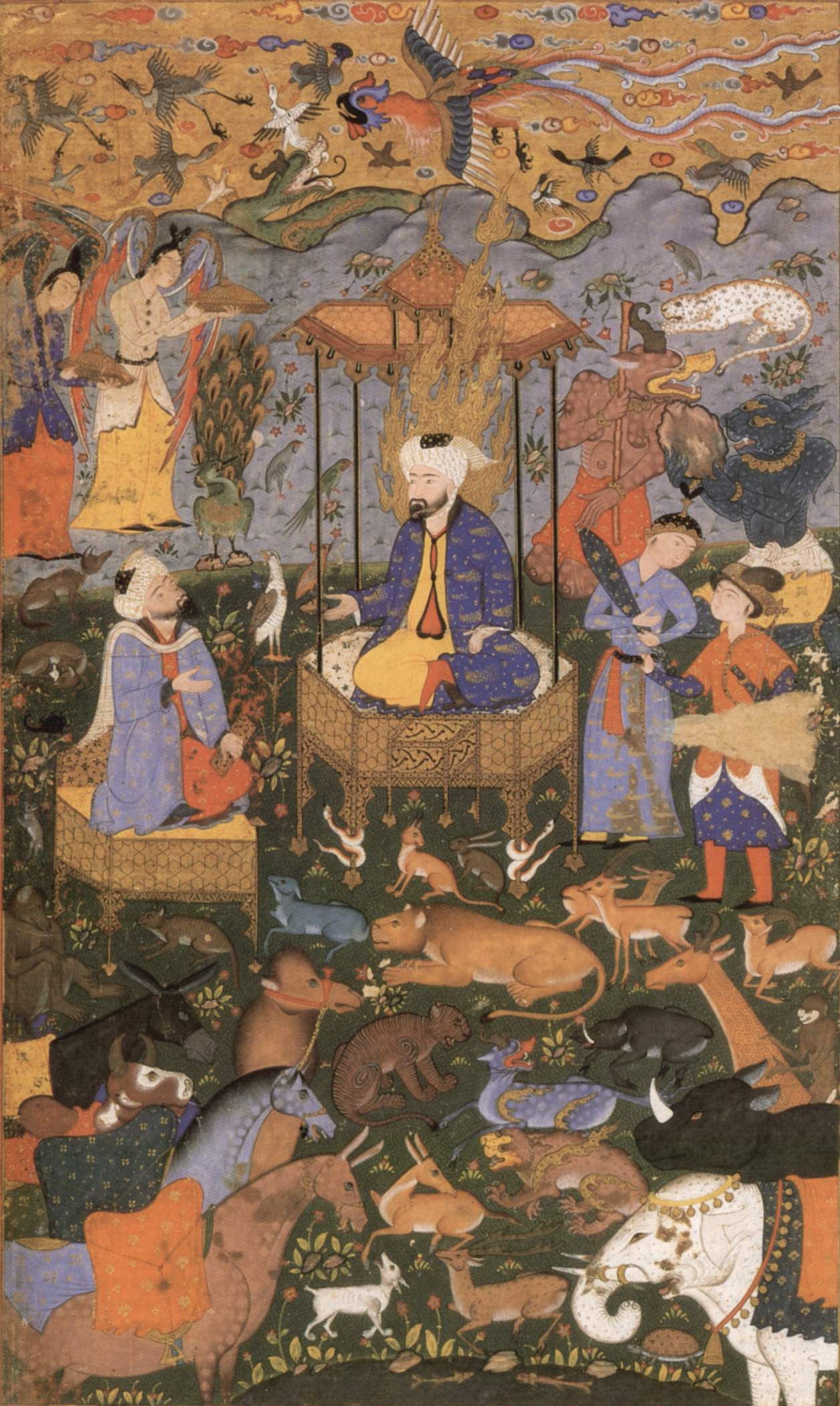
رسم فارسي لعرش السليمان وحاشيته

ورد أن سليمان أمر الريح أن تحمل عرشه وعرش جلسائه يوما وأوكل للطيور مهمة إظلاله فسار إلى تدمر ثم توقف بالمدينة المنورة معظما إياها كونها هاجرة النبي محمد. وتوقف بمكة كذلك ونزل بقبر إسماعيل الذي لا يعرف مكانه على أرض الجزيرة بأية حال حتى وصل إلى نجران وكان عليها رجل يدعى القلمس الحميري المعروف باسم  أفعى نجران  في كتابات الإخباريين. فهال الأفعى ما رآه من هيئة سليمان وحاشيته وآمن بدين سليمان وأرسل إلى بلقيس بالخبر. أرادت الملكة اختبار سليمان فأرسلت إلى الأفعى أن يختبرهم بمغريات منها أن يترك لهم الأرض مفتوحة فلم يأخذوا منها شيئا فأرسلت لهم جواري فلم يطالعهن أحد من جنود سليمان حتى خرج رجل من سبأ والتقى بسليمان.
فسأل الرجل سليمان: من أنت ؟
أجاب الهدهد: هذا سليمان بن داوود نبي الله فمن أنت؟
الرجل: أنا رجل من سبأ.
الهدهد: فمن ملككم؟
الرجل: ملكتنا امرأة لم ير الناس في حسنها، أمها من الجن وهي من ولد حمير. فذهب الهدهد مع الرجل إلى مأرب ورأى بلقيس وتقديسها للشمس وحمل المؤرخون المرأة مسؤولية تقديسهم للشمس، فحسب ما جاء في روايتهم كان السبئيون أو  الحميريون  موحدين لإله واحد هو «إله السماء» حتى ظهرت بلقيس وقالت أنها لا تعبد إلها لا تراه. عاد الهدهد وقص على سليمان ما رأى فكتب كتابا أرسله مع الهدهد وجاء في الروايات ما جاء في القرآن (عن تركهم الأمر للملكة والإجابة أنهم أولو قوة وبأس شديد إذا اختارت الرفض) إلا أن بلقيس لم تقتنع وأرسلت هدايا إلى سليمان ومئتي وصيف ووصيفة ولدوا في ليلة واحدة وهذه الفقرة تتشابه مع القصة التلمودية إلى حد كبير. لم يقبل سليمان حينها قررت الملكة اختباره بنفسها ودار بينهما حوار يتشابه مع الروايات المذكورة في كتب اليهود إلا أن المفارقة أنه بعد زيارة الملكة لسليمان، أصبح أمر اليمن بيده وزوجها رجلا من قبيلة همدان أصبح ملكا تابعا لسليمان على اليمن.
هذه روايات وقصص أسطورية فيها من المبالغات والتحميل ما فيها، ولكن للأسطورة بعداً تاريخياً كذلك يُوضِّح مدى معرفة وارتباط المؤرخين اليمنيين بحضارات اليمن القديمة. فيظهر أن لهولاء معرفةً بتاريخهم القديم وتراث أجدادهم، لكنهم لم يكونوا قادرين على سرده بشكل واضحٍ بسبب اعتمادهم على التواتر الشفهي لا الشواهد الآثارية التي لم يكن باستطاعتهم فكّ رموزها. إضافةً إلى الفرق الزمني الكبير، ولكنهم تمكنوا من الحفاظ على بعض من الميثولوجيا القديمة في مخيّلتهم. الإشارة إلى إله السماء الوارد ذكره في القصّة على أنه كان إلهاً لليمنيين قبل بلقيس هي إشارة للإله ذو سماوي، وهو كان إلهاً واحداً بالفعل. لم يأخذ كل الرواة بهذه الأساطير، وتعرَّضت بلقيس لمحاولات تشويه من بعض الرواة الذين اتّبعوا نهج اليهود في استنكارهم لحكم امرأة، إلا أن بلقيس مُكرَّمة عند عموم المسلمين كامرأة حكيمة جميلة كاملة الأوصاف، وظهر ذلك جلياً في كتابات وأشعار المتصوفة.

## بلقيس في التراث الأثيوبي
أقدم الإشارات لهذه الملكة موجود في كتاب مجد الملوك الذي يعود للقرن الثاني عشر الميلادي وهو مبني على العهد الجديد  ماكيدا، امرأة ذكية وجميلة وحكيمة ذهبت إلى أورشليم لتتقصى عن خبر سليمان ويربط الإثيوبيين بينها وبين  كنداكة  ملكة الحبشة الوارد ذكرها في سفر أعمال الرسل في العهد الجديد  وصلت الملكة إلى سليمان الذي سعد بقدومها كثيرا وأمضت تسعة أشهر عنده وفي طريق عودتها لإثيوبيا ولدت طفلا من سليمان أسمته منليك وهو الملك الذي زعم ملوك إثيوبيا أنهم متحدرون من سلالته وكلمة  منليك  تعني ابن الحكيم  استطاع سليمان أن يشاركها الفراش بعد عدة محاولات بائت بالفشل لإقناعها، وفي آخر ليلة لها حاول سليمان أن يغويها فأبت ماكيدا. فشرط عليها أن لا تأخذ شيئا من قصره عند رحيلها. وضع سليمان كأسا من الماء قرب فراشها ليلا فأستيقظت الملكة عطشانة ورأت كأس الماء أمامها وماكادت أن تلمسه حتى أمسك سليمان يدها متهما إياها بنقض وعدها مما مكنه من مجامعتها  عندما بلغ منليك الثانية عشرة من عمره، أخبرته أمه عن أباه وحين بلغ الثانية والعشرين قرر منليك زيارة والده في أورشليم الذي سعد بقدومه وقال 
| بلقيس              | أنتم تقولون أنه يشبهني والحقيقة أنه أشبه بوالدي داوود في صباه وأيام شجاعته. إنه أجمل مني بكثير | بلقيس |
| — مجد الملوك 33:61 |                                                                                                |       |

و قام سليمان وأخذ ابنه إلى غرفة خاصة وألبسه ملابس مخيطة من الذهب وأجلسه إلى جانبه. عاد الفتى إلى أرضه وأعلن اليهودية دينا رسميا في الدولة وحسب الأسطورة، فإن سلالته ظلت تحكم حتى القرن الميلادي العاشر  أعلن الإمبراطور هيلا سيلاسي أنه الملك رقم 225 من الزيجة بين ماكيدا وسليمان بل إنه أضاف ذلك إلى الدستور الإثيوبي كمادة تعطي العائلة حقا إلهيا بالملك.

ستيفين دانفر، منسق أكاديمي لكلية العلوم الأساسية الاجتماعية في جامعة والدن يقول:
مملكة سبأ أقامت مستعمرة تجارية لها في شمال إثيوبيا في منطقة أكسوم وكان هؤلاء التجار قد نقلوا نظام الكتابة (خط المسند)، هذا العنصر هو من أسس مملكة أكسوم لاحقاً وإليه ينتمي أباطرة إثيوبيا الذين ادعوا انهم من نسل الملك سليمان وملكة سبأ. التطور التاريخي لأكسوم شبيه بالممالك العربية الجنوبية إلى حد كبير فقد كانوا يقدسون آلهة مثل إل مقه وعثتر وذات حمم وغيرهم وهي آلهة عربية جنوبية وهو ما يخالف الوارد مجد الملوك بأن اليهودية استقرت في إثيوبيا منذ أيام الملك سليمان. كتاب مجد الملوك كُتب في القرن الثاني عشر أو الرابع عشر الميلادي، وهو محاولة لتأسيس تاريخ قومي لإثيوبيا والعائلة الحاكمة بالذات.

## الأبحاث الأثرية والحفريات
كتبت كتابات العهد القديم وبالذات سفر الملوك خلال ما سُمّي بالسبي البابلي كما يعتقد بعض الباحثين، ولذلك فإن غالب علماء الآثار لا يَعدّون الكتاب المقدس وكل النصوص الدينية أدلة وشواهد تاريخية. فعلماء الآثار سابقاً مثل ويليام ألبرايت وويندل فيليبس كانوا يقومون بأبحاثهم مؤمنين أنها ستقود إلى تأييد المحتوى القصصي للنصوص الدينية، ولكن لعلماء الآثار الحاليين وجهة نظر مختلفة بشأن حقيقة ما ورد في العهد القديم، وتحديداً كونه الأساس الذي بنيت عليه النصوص الدينية اللاحقة. بالنسبة لملكة سبأ بلقيس وماكيدا وغيرها من المسميات فإلى الآن لم يكتشف لها أثر.
تعود أقدم النصوص المكتشفة لملوك سبأ في اليمن حتى الآن إلى حوالي مئة سنة بعد الفترة التي يعتقد أن الملك سليمان عاش فيها، إضافة أن كل أسماء الملوك والمكاربة كانت لرجال، وجدت عدة أسماء لمكاربة قبل القرن العاشر قبل الميلاد، ولكن لا إشارة لامرأة حاكمة. اكتشف باحثون مثل هيلفي وإدورد جلازر زاروا مأرب نقوشاً عديدة تشير إلى أربعة ممالك رئيسية في جنوب الجزيرة العربية، هي مملكة معين ومملكة قتبان ومملكة حضرموت ومملكة سبأ.
هناك اعتقادات أن السبئيين لم يكونوا مملكة واحدة بل عدة ممالك ممتدة من جنوب الجزيرة إلى شمالها حيث المواقع القريبة من فلسطين، ولكن هذه الاعتقادات التي قالها باحثون مثل جيمس آلان مونتغمري اعتمدت على العهد القديم الذي تناقضت كتابات مؤلّفيه عن تحديد موقع سبأ بالضبط. يرجح المؤرخ جواد علي أنها كانت على رأس مملكة سبئية في مواضع قريبة من مملكة إسرائيل استناداً على ما ورَدَ عن دهشة بلقيس، وتعجًّبها من بلاط سليمان ومبانيه، فلا يعتقد أن الملكة قدمت من اليمن كون الأبنية العربية الجنوبية القديمة تفوق ما كان موجوداً في مملكة إسرائيل، وبعض ناقدي التوراة يعتقدون أن القصة تلفيق من كتبة العهد القديم لتعظيم شأن سليمان وملكه وثروته. في نفس الوقت الإشارات إلى الطيب والذهب والمر الذي قدمت بها الملكة تشير إلى مركز مملكة سبأ باليمن ويستنبط من القصة أن الإسرائيليين كانوا مشاركين في تجارة البخور والتوابل.
ويرى عالم الآثار كينيث كيتشن أن مسألة وجود سبأ مختلفة بسبب تناقض العهد القديم، طرح غير مقبول وخيالي وأن هناك مملكة سبئية واحدة وهي تلك في جنوب الجزيرة العربية. بالإضافة لعدم وجود ذكر لسليمان في أي المناطق التي ورد أن ملكة سبأ قدمت منها سواء اليمن أو مصر أو إثيوبيا أو من قال بأن المقصود كان زنوبيا ملكة مملكة تدمر السورية. ويعتقد عالم الآثار بجامعة تل أبيب زئيف هيرتسوغ أن مملكة إسرائيل لم تكن بالصورة التي صورها كتبة التوراة بل إنها كانت مملكة قبلية صغيرة على الغالب. إلا أن الأبحاث في اليمن لا تزال في بداياتها فلا زالت الكثير من الأمور غامضة عن اليمنيين القدماء وتواجه البعثات الاستكشافية عدة معوقات أهمها الوضع الأمني المتردي في اليمن.

## في الفن والأدب

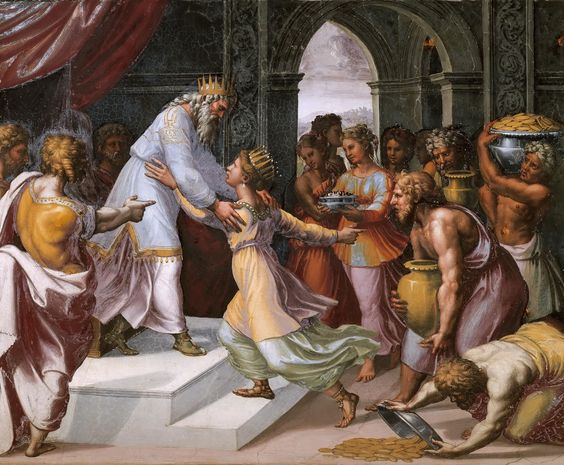
رسم للملكة بلقيس وسليمان بريشة الإيطالي رفائيل

لم تكن رسومات العصور الوسطى الأوروبية المتعلقة بملكة سبأ بشعبية رسومات أخرى مصورة لشخصيات العهد القديم، وكانت مختلفة لاختلاف الروايات وكثرة ذكر الملكة في عدة ثقافات. فالإثيوبيون رسموها انعكاساً لملامحهم والأوروبيون رسموها بملامح أوروبية كما جرت عادتهم في تصوير الشخصيات من النصوص المقدسة. زاد الاهتمام بهذه الملكة في عصر النهضة أوعصر التنوير مثل الإيطالي بييرو ديلا فرانشيسكا ولوحته تعظيم الخشبة المقدسة ولقاء ملكة سبأ وسليمان (إيطالية:Adorazione del sacro legno e incontro di Salomone con la Regina di Saba) وظهرت بلقيس في غرف رافاييل كذلك. وفنانين آخرين كلورنزو جبرتي وعمله  بوابة الفردوس 

### في الموسيقى
- مقطوعة الفرنسي شارل جونو (فرنسية:La Reine de Saba) في 1862
- جورج فريدريك هاندل (ألمانية:Königin von Saba) في 1749
- أتوريني روسبيغي (بلقيس ـ ملكة سبأ) (إيطالية: Belkis, Regina di Saba) في 1930

### في الأدب
- جيوفاني بوكاتشيو المرأة المبجلة.

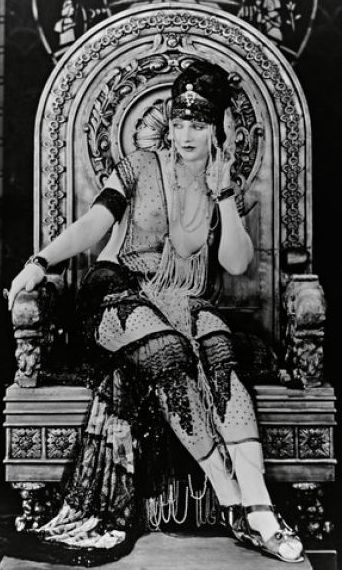
بيتي بلايث بدور ملكة سبأ 1921.

- عبد الله البردوني بلقيس ولعيني أم بلقيس.
- كريستينا لينين كتاب قلعة النساء.
- روبرت براونينغ قصيدة بلقيس وسليمان.
- هنري رايدر هاجرد كنوز الملك سليمان وخاتم ملكة سبأ.
- نيل جايمن رواية آلهة أميركيون وتظهر شخصية بلقيس كسعلوة.
- جيرارد دي نيرفال مسرحية ملكة سبأ.

### في السينما والتلفزيون
- فيلم ملكة سبأ بطولة بيتي بلايث - 1921.
- فيلم ملكة سبأ بطولة الإيطالية ليونورا روفو 1952.
- فيلم سليمان وسبأ بطولة يول براينر والإيطالية جينا لولوبريجيدا - 1959.
- ملكة سبأ تلتقي الرجل الذري -1963، بطولة جوديث مالينا، تايلور ميد.
- سليمان وسبأ بطولة هالي بيري وجيمي سميث 1995.
- مسلسل بلقيس ملكة سبأ بطولة صبا مبارك عام 2009

## أفلام وثائقية
ملكة سبأ، ماوراء الأسطورة. قناة ديسكفري على يوتيوب

## مَعرض

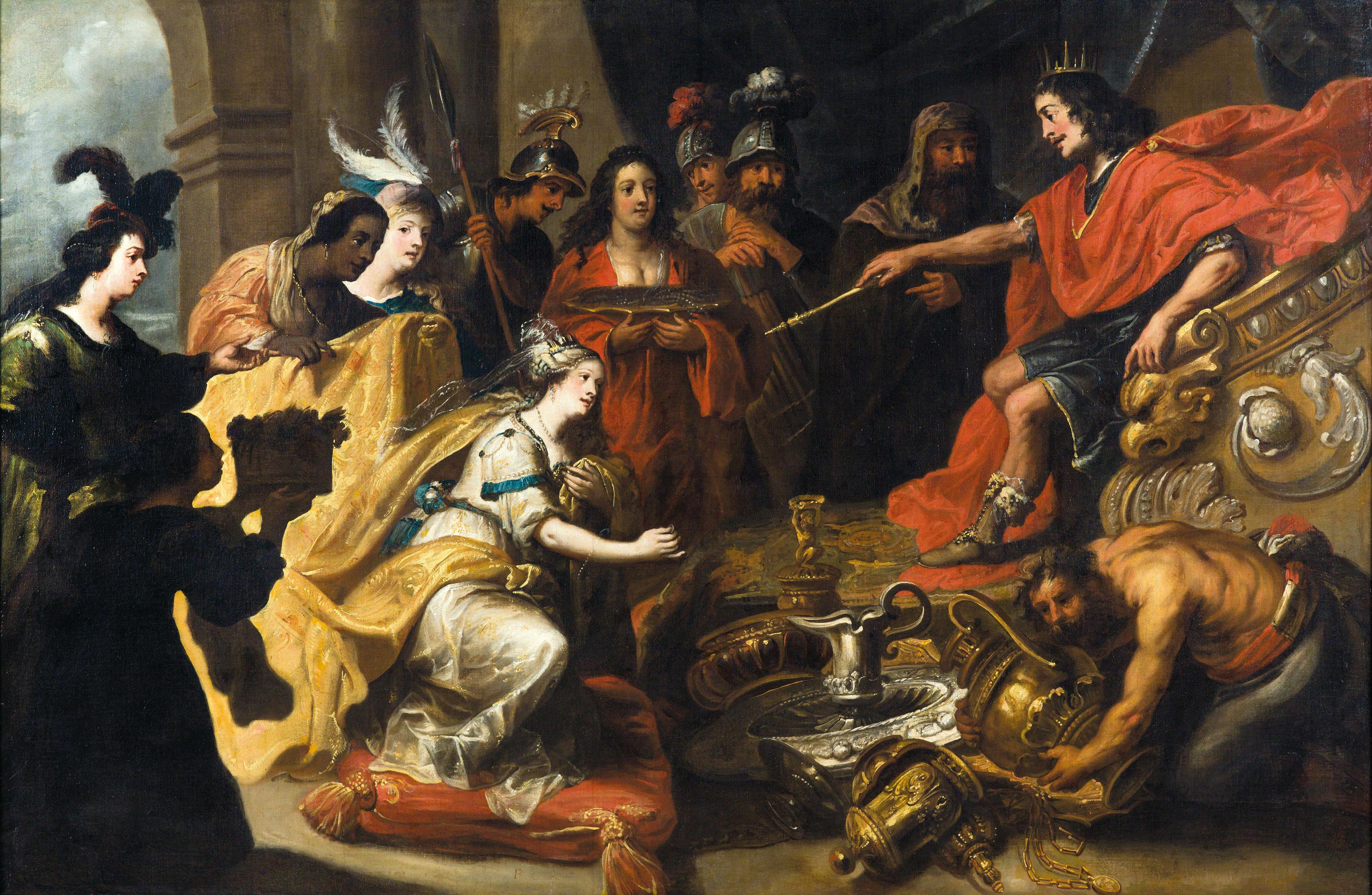
بريشة باولز كاستيلز، بين 1649 و 1677. ملكية خاصة.
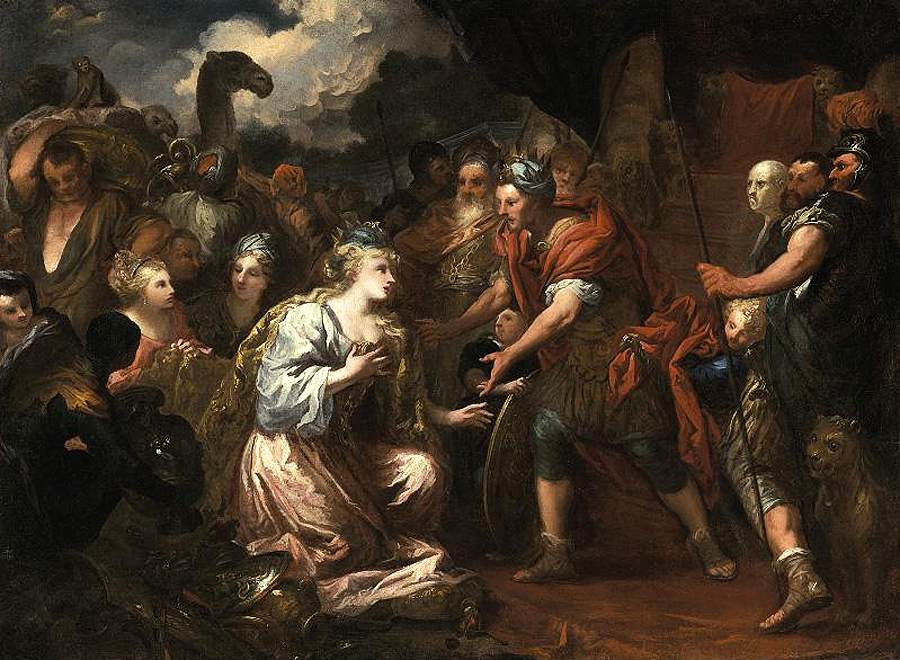
بريشة بيترو دانديني، القرن السابع عشر. ملكية خاصة.
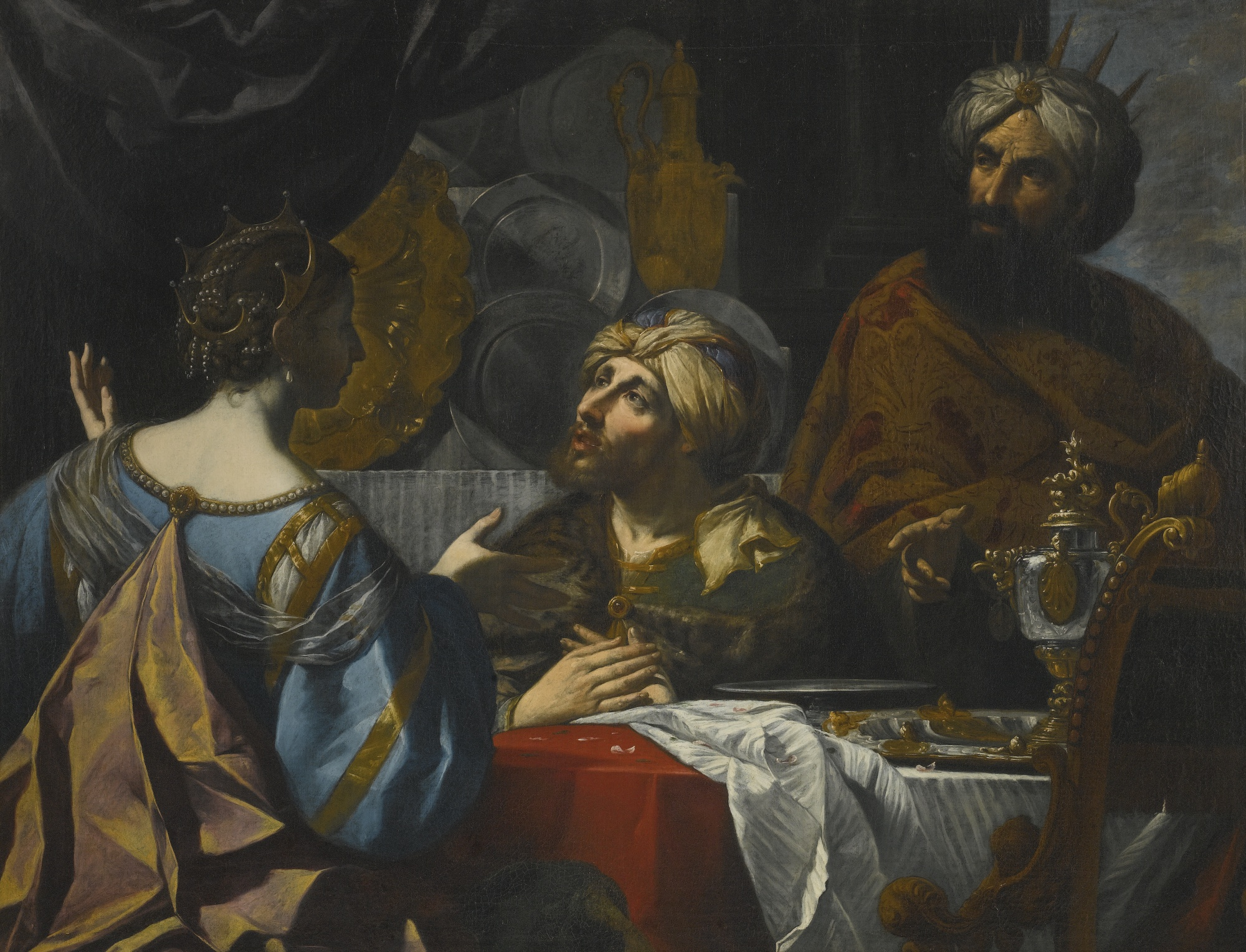
بريشة بيترو باوليني، بين 1620 و 1630. ملكية خاصة.
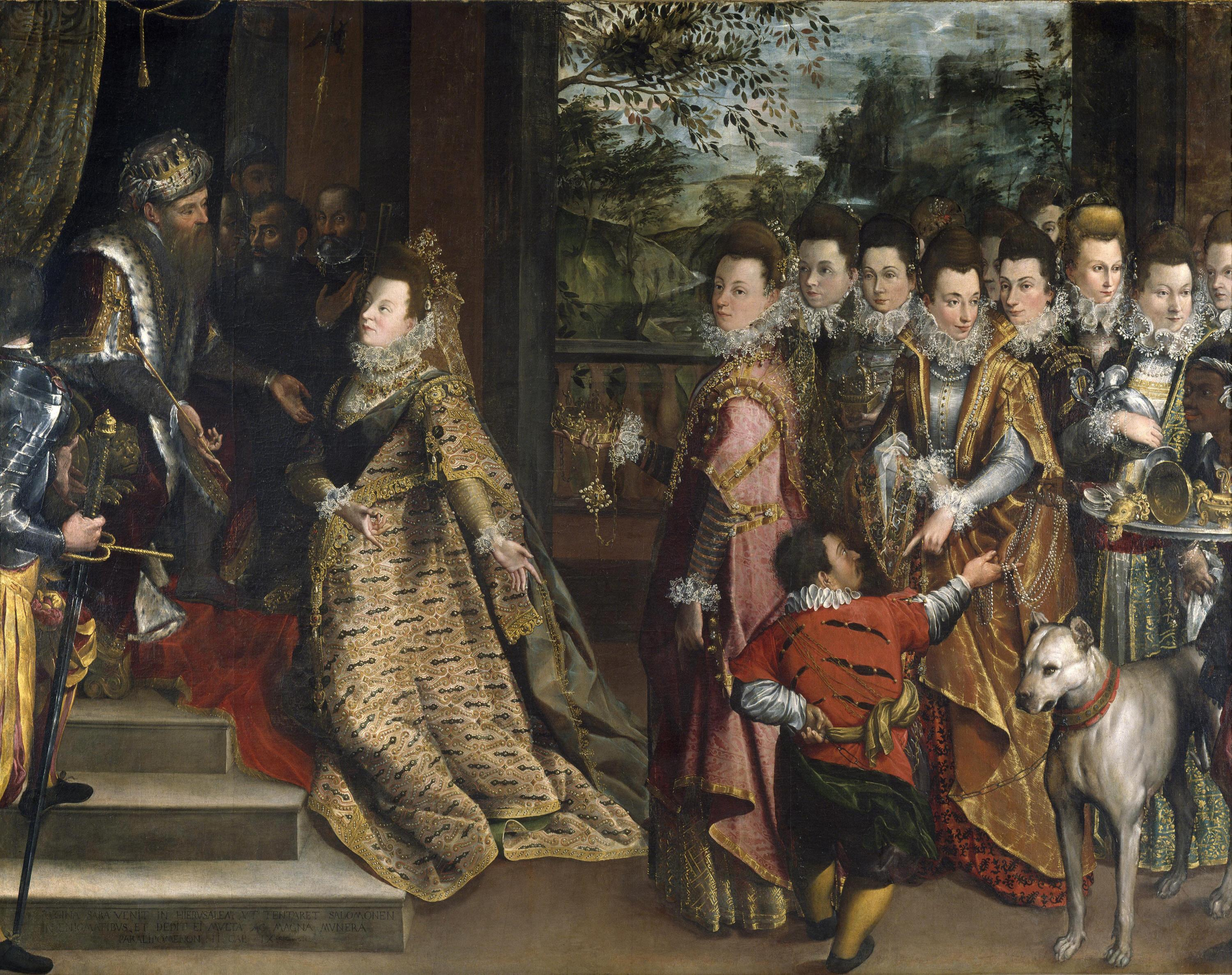
بريشة لافينيا فونتانا، 1600. المعرض أيرلندا الوطني.
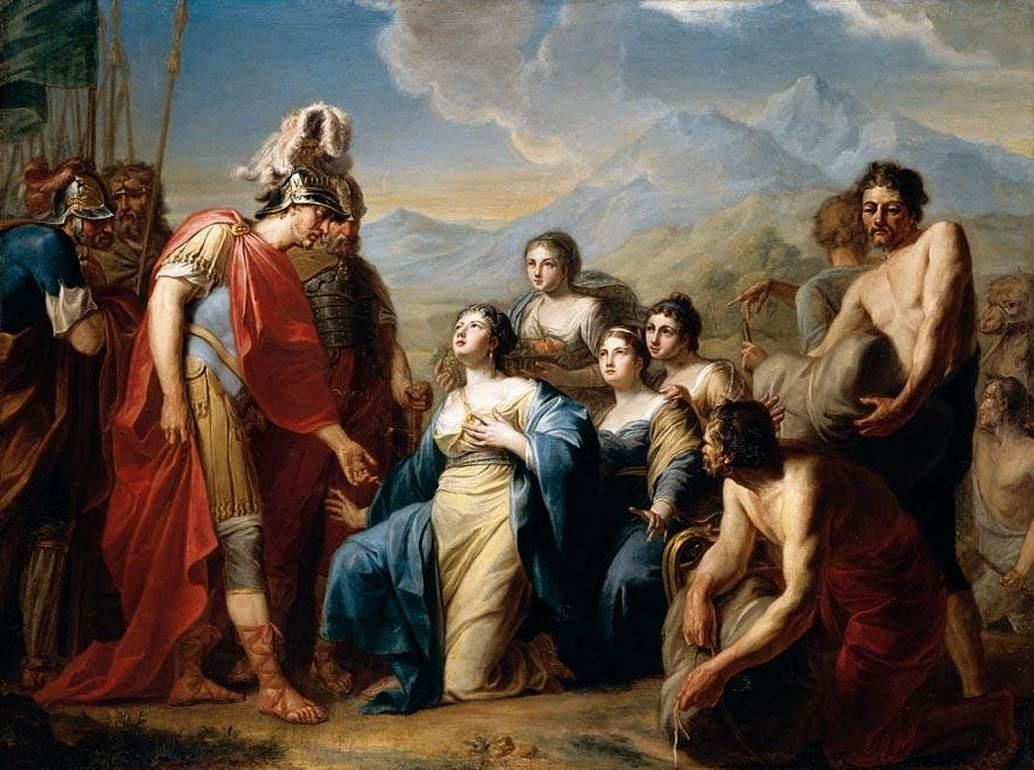
بريشة يوهان تيشباين، القرن الثامن عشر. ملكية خاصة.
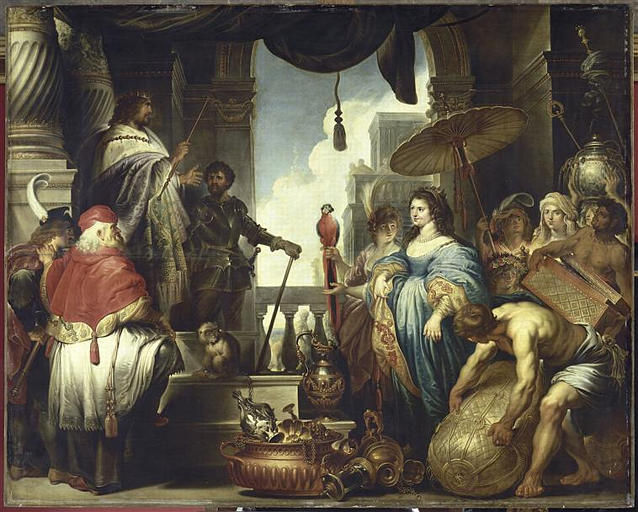
بريشة يان كولينوس، القرن السابع عشر. قصر ليل للفنون.
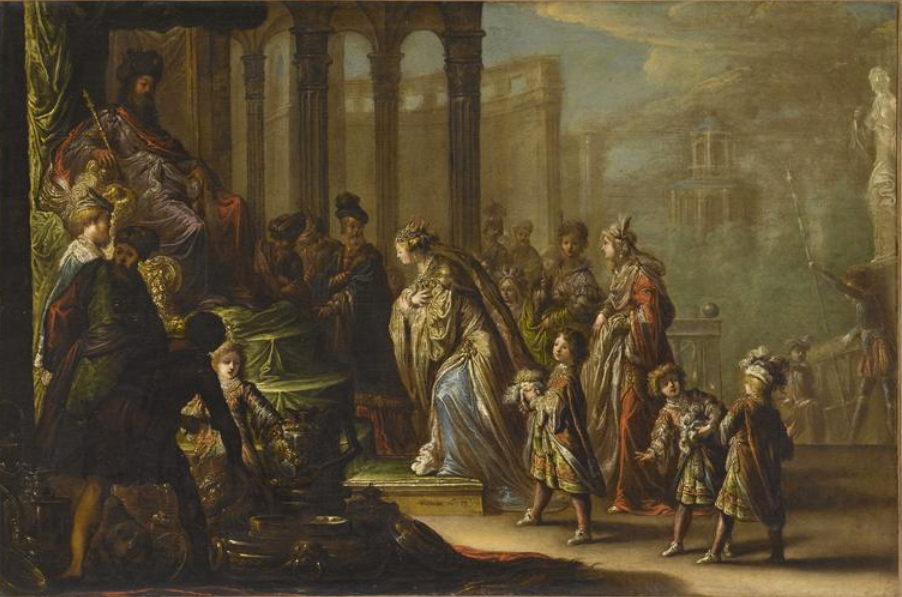
بريشة كلود فيجنون، بين 1620 و 1670. متحف اللوفر.
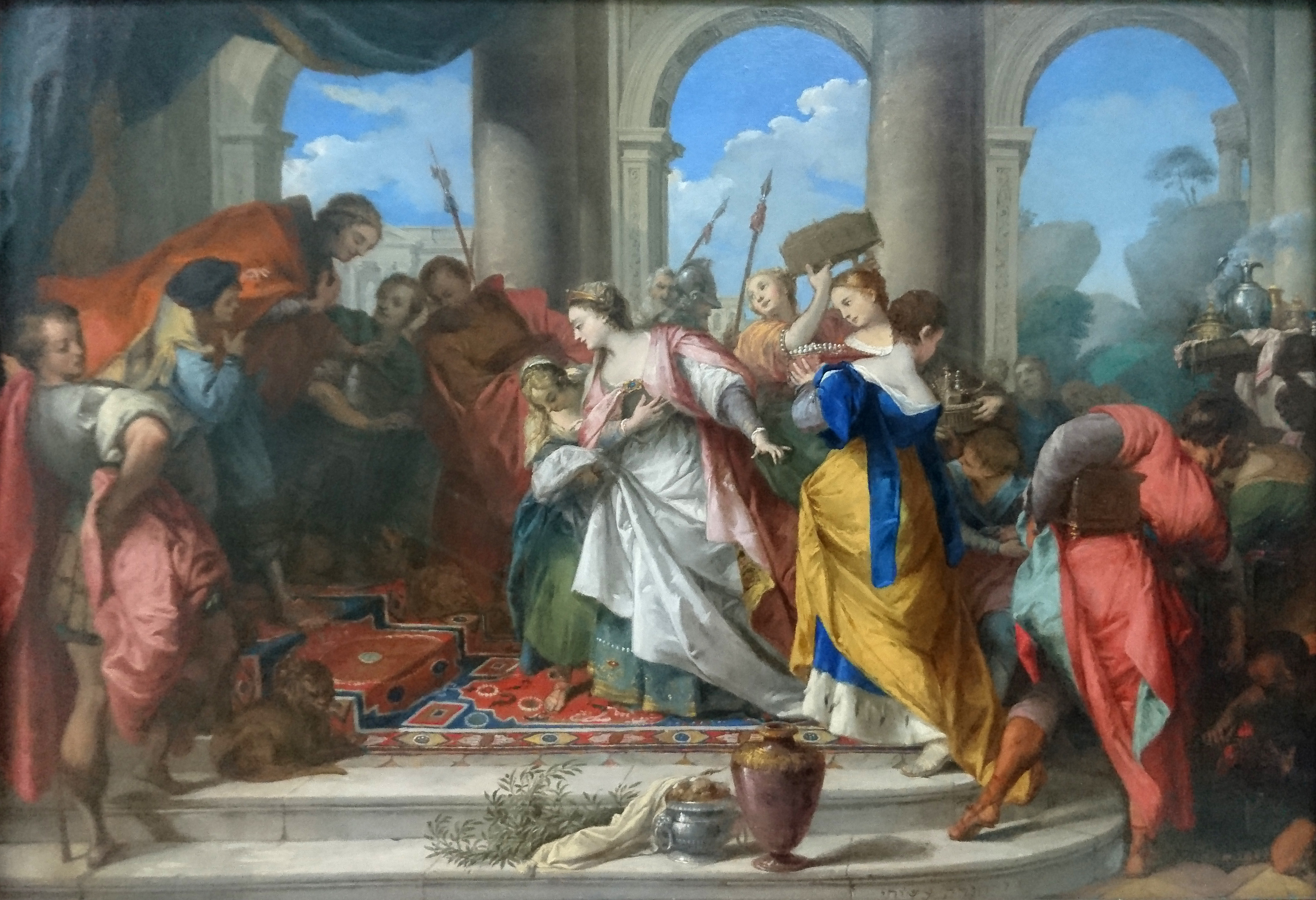
بريشة نيكولاس فلويلز، 1728. متحف اللوفر.
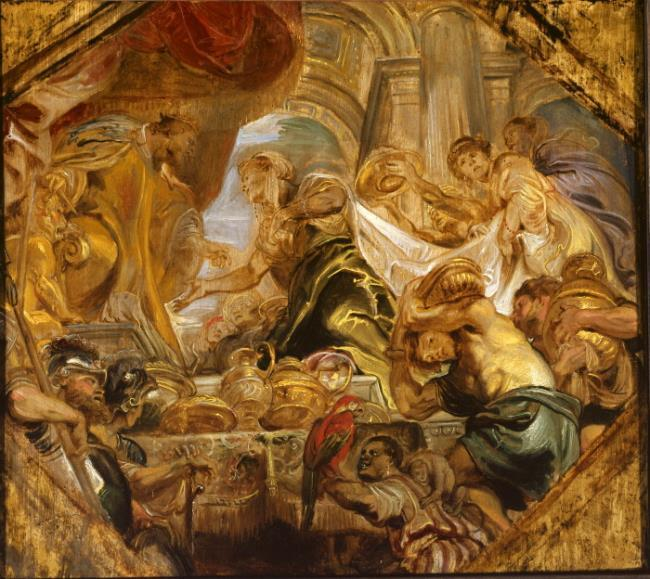
بريشة بيتر بول روبنس، 1620. معهد كورتولد للفنون.
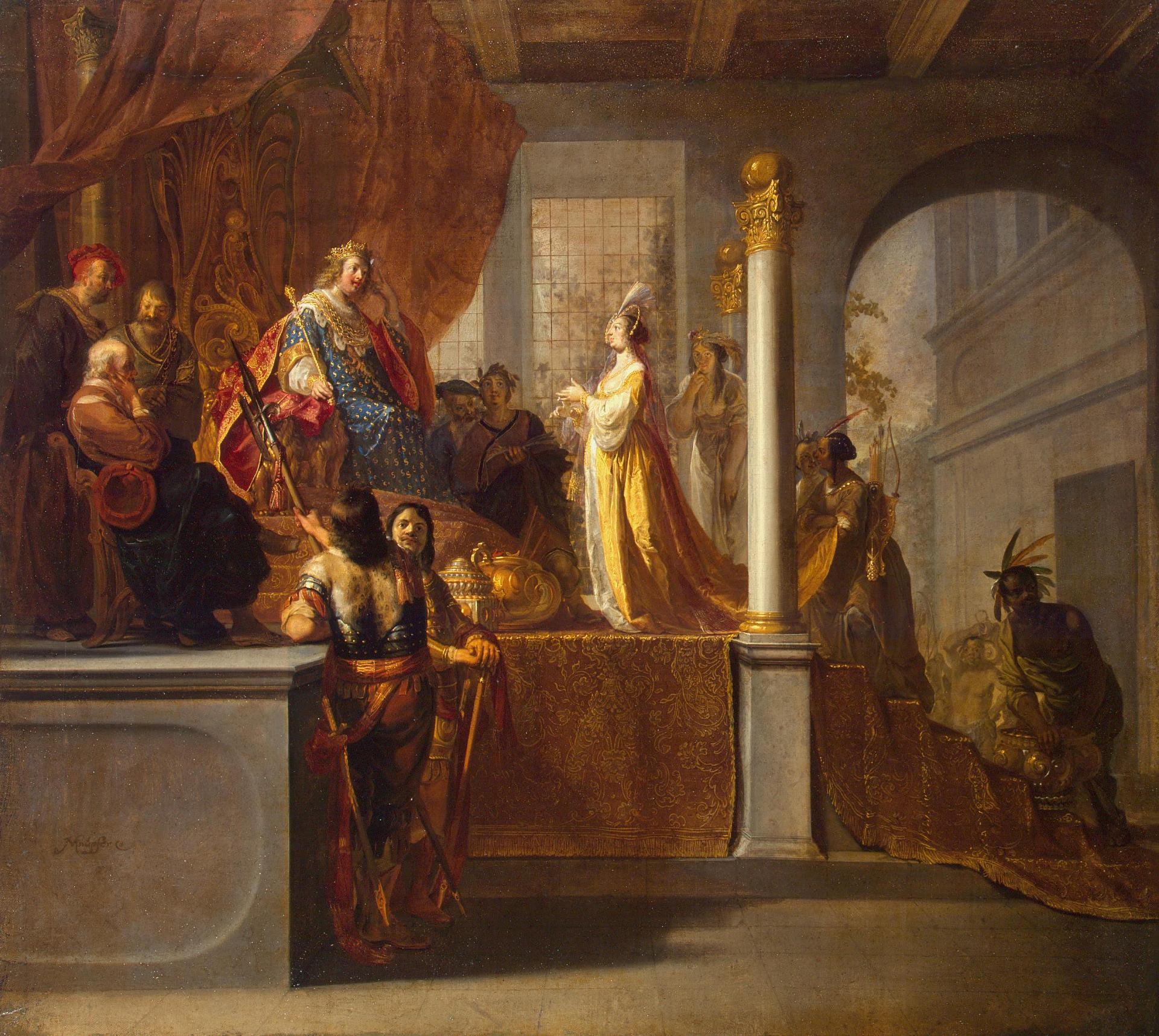
بريشة نيكولاس كنوبفر، 1640. متحف هيرميتاج.